# Marija Jefremowa
Marija Anatoljewna Jefremowa (russisch Мария Анатольевна Єфремова, engl. Transkription Mariya Yefremova; * 19. Oktober 1998 in Temirtau als Marija Owtschinnikowa russisch Мария Овчинникова) ist eine kasachische Leichtathletin, die im Weit- und Dreisprung an den Start geht.

## Sportliche Laufbahn
Erste internationale Erfahrungen sammelte Marija Jefremowa bei den Jugendasienmeisterschaften 2015 in Doha, bei denen sie die Goldmedaille im Dreisprung gewann sowie die Silbermedaille mit der kasachischen Sprintstaffel (1000 Meter). Bei den Jugendweltmeisterschaften in Cali belegte sie im Dreisprungfinale den siebten Platz mit 12,94 m. 2016 gewann sie bei den Juniorenasienmeisterschaften in der Ho-Chi-Minh-Stadt die Silbermedaille im Dreisprung, belegte im Weitsprung den elften Rang und Platz fünf mit der kasachischen 4-mal-100-Meter-Staffel. Bei den Juniorenweltmeisterschaften im polnischen Bydgoszcz wurde sie Achte. 2017 gewann sie die Goldmedaille bei den Asienmeisterschaften in Bhubaneswar und qualifizierte sich damit für die Weltmeisterschaften in London, bei denen sie mit 13,18 m in der Qualifikation ausschied. Bei den Studentenweltspielen in Taipeh zwei Wochen später belegte sie den fünften Platz im Finale. Anfang September gewann sie bei den Asian Indoor & Martial Arts Games in Aşgabat die Silbermedaille hinter ihrer Landsfrau Olga Rypakowa.
2018 nahm sie an den Hallenasienmeisterschaften in Teheran teil und belegte dort mit 13,00 m den vierten Platz. Im Jahr darauf wurde sie bei der Sommer-Universiade in Neapel mit 13,37 m Siebte. 2021 steigerte sie sich im Dreisprung auf 14,34 m und qualifizierte sich damit für die Olympischen Spiele in Tokio, bei denen sie mit 13,34 m aber den Finaleinzug verpasste. Im Jahr darauf siegte sie mit 14,01 m beim Qosanov Memorial und anschließend schied sie bei den Weltmeisterschaften in Eugene mit 13,27 m in der Qualifikationsrunde aus. Daraufhin gelangte sie bei den Islamic Solidarity Games in Konya mit 13,84 m auf den fünften Platz. Nach einem Jahr Wettkampfpause gewann sie 2024 bei den Hallenasienmeisterschaften in Teheran mit 13,48 m die Bronzemedaille hinter den Chinesinnen Chen Jie und Zeng Rui. Im Jahr darauf belegte sie bei den Asienmeisterschaften in Gumi mit 13,57 m den sechsten Platz. 
In den Jahren 2017 und 2019 sowie 2021, 2022 und 2024 wurde Jefremowa kasachische Meisterin im Dreisprung sowie 2017 und 2019 auch im Weitsprung. Zudem wurde sie 2018 Hallenmeisterin im Weitsprung sowie von 2020 bis 2022 und 2025 im Dreisprung.

## Persönliche Bestleistungen
- Weitsprung: 6,36 m (−0,4 m/s), 26. Juni 2022 in Almaty
- Dreisprung: 14,34 m (+1,8 m/s), 7. Juni 2021 in Almaty